# Torneo femenino de fútbol en los Juegos Centroamericanos y del Caribe de 2023
El fútbol femenino en los Juegos Centroamericanos y del Caribe de San Salvador 2023 se disputó entre el 25 de junio y el 7 de julio de 2023. Participaron selecciones nacionales femeninas absolutas. A diferencia del torneo masculino, no hubo restricciones de edad para las jugadoras que participaran en el torneo femenino.
Accedieron al torneo El Salvador, en su calidad de país anfitrión del certamen, México, Venezuela, Jamaica, Guatemala, Haití, Costa Rica y Puerto Rico.
Inicialmente Colombia iba a participar en esta edición, sin embargo por cuestiones de calendario el equipo decidió declinar su participación.

## Sedes
El único estadio que fue elegido para ser sede de esta competencia:
| Santa Tecla          |
| -------------------- |
| Estadio Las Delicias |
| Capacidad: 10 000    |
|                      |

## Equipos participantes
Participaran ocho selecciones nacionales de fútbol divididas en dos grupos.
| Equipos participantes | Equipos participantes | Equipos participantes | Equipos participantes | Equipos participantes |
| --------------------- | --------------------- | --------------------- | --------------------- | --------------------- |
| Centro Caribe Sports  | El Salvador           | Jamaica               | Puerto Rico           |                       |
| Costa Rica            | Haití                 | México                | Venezuela             |                       |

## Primera fase
Actualizado al 3 de julio de 2023.

### Grupo A
| Equipo               | Pts | PJ | PG | PE | PP | GF | GC | Dif |
| -------------------- | --- | -- | -- | -- | -- | -- | -- | --- |
| Venezuela            | 9   | 3  | 3  | 0  | 0  | 10 | 1  | +9  |
| Centro Caribe Sports | 6   | 3  | 2  | 0  | 1  | 5  | 4  | +1  |
| Costa Rica           | 3   | 3  | 1  | 0  | 2  | 3  | 6  | -3  |
| Haití                | 0   | 3  | 0  | 0  | 3  | 2  | 9  | -7  |

| 29 de junio de 2023 | Costa Rica | 0:4 (0:4) | Venezuela                                       | Estadio Las Delicias, Santa Tecla |                          |
| 10:00               |            |           | - Jiménez 17' - Viso 19', 30' - Castellanos 24' | Árbitra: Amairany García          | Árbitra: Amairany García |

| 29 de junio de 2023 | Haití           | 1:3 (0:1) | Centro Caribe Sports     | Estadio Las Delicias, Santa Tecla |                          |
| 13:00               | - C. Joseph 76' |           | - Martínez 13', 79', 90' | Árbitra: Janeishka Caban          | Árbitra: Janeishka Caban |

| 1 de julio de 2023 | Centro Caribe Sports           | 2:1 (1:0) | Costa Rica  | Estadio Las Delicias, Santa Tecla |                         |
| 10:00              | - Monterroso 25' - Álvarez 55' |           | Morales 74' | Árbitra: Sandra Benítez           | Árbitra: Sandra Benítez |

| 1 de julio de 2023 | Venezuela                                             | 4:1 (2:1) | Haití      | Estadio Las Delicias, Santa Tecla |                      |
| 13:00              | - Castellanos 13', 89' - Villamizar 38' - Apóstol 84' |           | C. Jean 8' | Árbitra: Mirian León              | Árbitra: Mirian León |

| 3 de julio de 2023 | Centro Caribe Sports | 0:2 (0:1) | Venezuela                         | Estadio Las Delicias, Santa Tecla |                          |
| 10:00              |                      |           | - Villamizar 5' - Castellanos 76' | Árbitra: Amairany García          | Árbitra: Amairany García |

| 3 de julio de 2023 | Costa Rica                        | 2:0 (1:0) | Haití | Estadio Las Delicias, Santa Tecla |                          |
| 13:00              | - Herrera 41' - St-Cyr 78' (a.g.) |           |       | Árbitra: Neressa Goldson          | Árbitra: Neressa Goldson |

### Grupo B
| Equipo      | Pts      | PJ       | PG       | PE       | PP       | GF       | GC       | Dif      |
| ----------- | -------- | -------- | -------- | -------- | -------- | -------- | -------- | -------- |
| México      | 9        | 3        | 3        | 0        | 0        | 14       | 5        | +9       |
| El Salvador | 4        | 3        | 1        | 1        | 1        | 9        | 7        | +2       |
| Puerto Rico | 2        | 3        | 0        | 2        | 1        | 3        | 7        | -4       |
| Jamaica     | 1        | 3        | 0        | 1        | 2        | 6        | 13       | -7       |
| Colombia    | Retirada | Retirada | Retirada | Retirada | Retirada | Retirada | Retirada | Retirada |

| 29 de junio de 2023 | México                                          | 4:0 (3:0) | Puerto Rico | Estadio Las Delicias, Santa Tecla |                         |
| 16:00               | - Casárez 5', 30' - Espinoza 27' - Palacios 79' |           |             | Árbitra: Karitza Guerra           | Árbitra: Karitza Guerra |

| 29 de junio de 2023 | Jamaica                     | 2:5 (1:3) | El Salvador                                                  | Estadio Las Delicias, Santa Tecla |                           |
| 19:00               | - Nelson 13' - Atkinson 79' |           | - Gutiérrez 5' - Sánchez 7', 54' - Cerén 27' - Velásquez 50' | Árbitra: Saphire Stockman         | Árbitra: Saphire Stockman |

| 1 de julio de 2023 | Puerto Rico    | 1:1 (1:1) | Jamaica       | Estadio Las Delicias, Santa Tecla |                      |
| 16:00              | - Aguilera 19' |           | - Buckley 22' | Árbitra: Merlin Soto              | Árbitra: Merlin Soto |

| 1 de julio de 2023 | El Salvador                    | 2:3 (0:0) | México                              | Estadio Las Delicias, Santa Tecla |                         |
| 19:00              | - Cerén 66' (pen.) - Reyes 89' |           | - Casárez 46', 77' - Burkenroad 48' | Árbitra: Astrid Gramajo           | Árbitra: Astrid Gramajo |

| 3 de julio de 2023 | Jamaica                                            | 3:7 (1:4) | México                                                                           | Estadio Las Delicias, Santa Tecla |                         |
| 16:00              | - Atkinson 36' - Adamolekun 55' (pen.) - Dayes 76' |           | - Espinoza 8' - Corral 24' - Palacios 27', 38' - Mayor 71', 90' - Burkenroad 75' | Árbitra: Karitza Guerra           | Árbitra: Karitza Guerra |

| 3 de julio de 2023 | Puerto Rico         | 2:2 (2:1) | El Salvador                | Estadio Las Delicias, Santa Tecla |                       |
| 19:00              | - De Jesus 21', 44' |           | - Gutiérrez 5' - Cerén 89' | Árbitra: Glenda López             | Árbitra: Glenda López |

## Segunda Fase

### Cuadro de desarrollo
|  | Semifinales 5 de julio | Semifinales 5 de julio |   |             | Final 7 de julio        | Final 7 de julio |  |
|  |                        |                        |   |             |                         |                  |  |
|  |                        |                        |   |             |                         |                  |  |
|  | Venezuela              | 2                      |   |             |                         |                  |  |
|  | El Salvador            | 1                      |   |             |                         |                  |  |
|  |                        |                        |   |             |                         |                  |  |
|  |                        |                        |   |             |                         |                  |  |
|  |                        |                        |   |             | Venezuela               | 1                |  |
|  |                        | México (t. s.)         | 2 |             |                         |                  |  |
|  |                        |                        |   |             |                         |                  |  |
|  |                        |                        |   |             |                         |                  |  |
|  |                        |                        |   |             | Tercer lugar 7 de julio |                  |  |
|  |                        |                        |   |             |                         |                  |  |
|  | México                 | 6                      |   | El Salvador | 2                       |                  |  |
|  | Centro Caribe Sports   | 0                      |   |             | Centro Caribe Sports    | 1                |  |

### Semifinales
| 5 de julio de 2023 | Venezuela                    | 2:1 (1:0) | El Salvador   | Estadio Las Delicias, Santa Tecla |                           |
| 15:00              | - Viso 13' - Castellanos 60' | Reporte   | - Cerén 90+5' | Árbitra: Saphire Stockman         | Árbitra: Saphire Stockman |

| 5 de julio de 2023 | México                                                                                     | 6:0 (4:0) | Centro Caribe Sports | Estadio Las Delicias, Santa Tecla |                          |
| 18:30              | - Burkenroad 1' - Palacios 7' - Ovalle 12' (pen.) - Espinoza 32' - Zuazua 73' - Corral 82' |           |                      | Árbitra: Neressa Goldson          | Árbitra: Neressa Goldson |

### Tercer lugar
| 7 de julio de 2023 | El Salvador                   | 2:1 (1:1) | Centro Caribe Sports | Estadio Las Delicias, Santa Tecla |                          |
| 15:00              | - Gutiérrez 34' - Sánchez 80' |           | - Monterroso 24'     | Árbitra: Amairany García          | Árbitra: Amairany García |

### Final
| 7 de julio de 2023 | Venezuela  | 1:2 (1:1, 0:0) (t. s.) | México                     | Estadio Las Delicias, Santa Tecla |                      |
| 18:30              | - Viso 66' |                        | - Mayor 49' - Mauleón 116' | Árbitra: Mirian León              | Árbitra: Mirian León |

|                            |
| Bandera de México          |
| Campeón México 3.er título |

## Tabla general
A continuación se muestra la tabla de posiciones segmentada acorde a las fases alcanzadas por las selecciones.
| Pos. | Selección            | Pts | PJ | PG | PE | PP | GF | GC | Dif. |
| ---- | -------------------- | --- | -- | -- | -- | -- | -- | -- | ---- |
| 1    | México               | 15  | 5  | 5  | 0  | 0  | 22 | 6  | +16  |
| 2    | Venezuela            | 12  | 5  | 4  | 0  | 1  | 13 | 4  | +9   |
| 3    | El Salvador          | 7   | 5  | 2  | 1  | 2  | 12 | 10 | +2   |
| 4    | Centro Caribe Sports | 6   | 5  | 2  | 0  | 3  | 6  | 12 | -6   |
| 5    | Costa Rica           | 3   | 3  | 1  | 0  | 2  | 3  | 6  | -3   |
| 6    | Puerto Rico          | 2   | 3  | 0  | 2  | 1  | 3  | 7  | -4   |
| 7    | Jamaica              | 1   | 3  | 0  | 1  | 2  | 6  | 13 | -7   |
| 8    | Haití                | 0   | 3  | 0  | 0  | 3  | 2  | 9  | -7   |